# Bernard Grimaud
Bernard Grimaud (* 1600 in Toulouse; † 1660) war ein französischer Benediktiner und Dichter okzitanischer Sprache.

## Leben und Werk
Bernard Grimaud war Mönch im Benediktinerkloster Saint-Pierre in Mas-Grenier. Er ist vor allem bekannt für seine Biographie des heiligen Benedikt von Nursia. Sie umfasst 12 000 Verse und fußt auf dem zweiten Buch der Dialogi de vita et miraculis patrum Italicorum Gregors des Großen. Die Biographie ist in okzitanischer Sprache verfasst. Ihr Stil orientiert sich an dem von Pierre Godolin.
Grimauds Froschmäusekrieg von 4000 Versen lässt erkennen, dass er Paul Scarrons Roman comique rezipiert hat.

## Werke (Auswahl)
- Le Dret cami del Cél dins le pays moundi o la bido del gran patriarcho sant Benoist, le tout despartit en diberses cants, tant jouyouses que debouciouses é claufit de mouralos tirados del Téxto Sacrat, é de la Douctrino des Sants Payres.  Frances Boude, Toulouse 1659. (« Der rechte Weg zum Himmel »)
- La Granoulratomachio, o La furioso é descarado bataillo des rats é de las granouillos jouts le règne de Rodilard é Croacus. A l’imitaciu del gréc d’Homéro. Poémo burlesco. Bernat Bosc, Toulouse 1664. (4000 Verse, nach der griechischen Bratachomyomachie, die 300 Verse hat.)
- Las Albados de Nadal sus d’Aires qu’an courrut per Toulouso., A Toulouso, J. Boudo, Toulouse ohne Jahr. (Weihnachtslieder)